# Istituto Superiore Parmenide
L'Istituto d’Istruzione Superiore "Parmenide" è sito in Vallo della Lucania, in provincia di Salerno.
Nasce dal Liceo Parmenide di indirizzo Classico che è il più antico del Cilento. Questo fu fondato negli anni 1919-1920 come Regio Ginnasio Parmenide.
Oggi l’Istituto è comprensivo oltre che dell’indirizzo originario anche degli indirizzi delle Scienze Umane, Linguistico, e Musicale e Coreutico.

## La storia
Nei primi del Novecento nelle aree geografiche prossime a Vallo della Lucania, mancavano scuole di grado superiore fatta eccezione per Sala Consilina dove sorgeva il Ginnasio con R.D. del 26/07/1908 e nel 1911 sorgevano rispettivamente la Scuola Tecnica e la Scuola Magistrale
Nel 1903 nasce in Vallo della Lucania dal Collegio fondato dal Professor Felice Ricci, la Scuola Ginnasiale intitolata a Vittorio Alfieri. Questa verrá municipalizzata e pareggiata a causa di difficoltá economiche dietro richiesta di uno dei fondatori, Antonio Cammarano, il quale dopo aver presentato una relazione sullo stato delle scuole primarie in provincia di Salerno e, in particolare del Cilento, presso il Consiglio Comunale di Vallo, dimostra che il Comune avrebbe potuto utilizzare i sussidi finanziari di cui disponeva senza oneri aggiuntivi. Nella seduta del 12 Maggio 1905 il Consiglio Comunale approva all’unanimitá la relazione di Cammarano e il 20 Maggio approva la municipalizzazione della Scuola Ginnasiale. Tuttavia essa avrá vita breve. La nascita della scuola si colloca nell’Italia giolittiana dove le nomine dei docenti erano demandate secondo le disposizioni vigenti ai Comuni sovente carenti delle risorse finanziarie, in un contesto storico di problematiche finanziarie generalizzate.
Il Ginnasio municipale “Vittorio Alfieri” a seguito di ingenti difficoltà viene sciolto alla fine dell’Anno Scolastico 1908-1909.
Negli anni 1912 e 1915 il Consiglio Comunale di Vallo ridiscute la necessitá del Ginnasio e nel 1919 esso viene riaperto.
L’11 settembre del 1920, il Commissario Prefettizio con il Consiglio approvano all’unanimità la proposta di intitolazione del Regio Ginnasio a Parmenide. La scuola ginnasiale diviene il cuore culturale del Cilento con un numero crescente di iscritti fino a che nel 1932 il Consiglio Comunale delibera un cospicuo finanziamento per istituire il corso liceale.
Nel 1935 entra in funzione il Liceo dopo che l’anno precedente il segretario comunale rag. Ludovico Zito con il Podestà Avv. Luigi Scarpa De Masellis si era recato presso il Ministro dell’Educazione Nazionale.
L’incremento della popolazione scolastica si vedrà dopo la fine della Seconda Guerra Mondiale.
Negli anni più recenti al Liceo Classico si affiancano il Liceo delle Scienze Umane precedentemente Istituto Magistrale “G. Verga” , il Liceo Linguistico e il Liceo Musicale e Coreutico che portano alla nascita dell’Istituto d’Istruzione Superiore “Parmenide”